# خرچنگ‌های گال‌ساز
خرچنگ‌های گال‌ساز (نام علمی: Cryptochiridae) نام یک تیره از خرچنگ‌ها است که بالاخانواده خود را به نام گال‌سازواران (Cryptochiroidea) دارد.